# El corazón y la espada
El corazón y la espada es una película mexicana de 1953 dirigida por Edward Dein y Carlos Véjar hijo y protagonizada por César Romero, Katy Jurado y Rebeca Iturbide. Es la primera película mexicana en ser filmada en 3D.
Se estrenó en los Estados Unidos en una versión doblada con el título de The Sword of Granada.
Fue restaurada por el 3D Film Archive a partir de los negativos de cámara originales en 35 mm.

## Reparto
- César Romero: don Pedro de Rivera
- Katy Jurado: Lolita
- Rebeca Iturbide: princesa Esme
- Tito Junco: Ponce de León
- Miguel Ángel Ferriz: padre Angélico
- Fernando Casanova: capitán del califa
- Gloria Mestre: mensajera de princesa Esme
- Víctor Alcocer: califa de Granada
- José Torvay
- Norma Ancira: Sara, doncella de Esme
- Manuel Casanueva: alquimista
- Antonio Haro Oliva
- Ramón Sánchez: azotador